# Daniel J.K. O'Connell
Daniel J.K. O'Connell   (Rugby, 25 de juliol de 1896 - Roma, 15 d'octubre de 1982) va ser un astrònom irlandès.

## Vida i Obra
O'Connell es va quedar orfe als onze anys i va ser enviat a una escola jesuita: el Clongowes Wood College de Dublín. Als disset anys va ingressar a la Companyia de Jesús i va fer el noviciat al castell de Rathfarnham. El 1920 va obtenir el màster en física experimental al Trinity College (Dublín). Després d'estudiar filosofia al col·legi jesuita de Valkenburg va ser destinat a l'escola Saint Ignatius de Riverview a Sydney (Austràlia) on hi havia un observatori astronòmic.
Des de 1931 fins a 1933 va estar al observatori de Harvard (Massachusetts) i el 1933 va tornar a Riverview, on va ser nomenat director de l'observatori astronòmic el 1938. El 1952 va ser nomenat director de l'Observatori Vaticà, càrrec que va mantenir fins a la seva jubilació el 1970. Entre 1968 i 1972 va ser, a més, president de l'Acadèmia Pontifícia de les Ciències.
Els seus treballs més notables van ser sobre les estrelles binàries eclipsants, en les quals va descobrir i¡una asimetria en la seva corva fotomètrica que avui s'anomena efecte O'Connell.